# Chronicle, Vol. 2
Pour les articles homonymes, voir Chronicle.
Albums de Creedence Clearwater Revival
At the Movies
(1985) Rollin' On the River
(1988)
Chronicle, Vol. 2 est un album de compilation du groupe de rock américain, Creedence Clearwater Revival. Elle est sortie en novembre 1986 et a été produite par John Fogerty.

## Présentation
Le premier volume de ces deux compilations est sorti en janvier 1976, il fallut donc plus de dix pour voir sortir celle-ci. Plus axée sur les reprises que le groupe à effectués sur ces sept albums studios, elle ne rencontra pas le même succès que le premier volume, n'apparaissant que dans les charts américains et hollandais et encore qu'à une modeste 165e place] et 70e place. Il faut dire que le premier volume contient tous les singles à succès du groupe et que le volume deux ne comprend que des chansons figurant uniquement sur les albums.

## Liste des titres
- Tous les titres sont signés par John Fogerty sauf indications

Face 1
| No | Titre                  | Auteur                                       | de l'album                         | Durée |
| -- | ---------------------- | -------------------------------------------- | ---------------------------------- | ----- |
| 1. | Walk On the Water      | John Fogerty, Tom Fogerty                    | Creedence Clearwater Revival, 1968 | 4:26  |
| 2. | Susie Q                | Dale Hawkins, Stan Lewis, Elaonor Broadwater | Creedence Clearwater Revival, 1968 | 3:48  |
| 3. | Born on the Bayou      |                                              | Bayou Country, 1969                | 5:10  |
| 4. | Good Golly, Miss Molly | Robert Blackwell, John Marascalco            | Bayou Country, 1969                | 2:38  |
| 5. | Tombstone Shadow       |                                              | Green River, 1969                  | 3:36  |

Face 2
| No  | Titre                               | Auteur           | de l'album                    | Durée |
| --- | ----------------------------------- | ---------------- | ----------------------------- | ----- |
| 6.  | Wrote a Song for Everyone           |                  | Green River, 1969             | 4:55  |
| 7.  | Night Time Is the Right Time        | Lew Herman       | Green River, 1969             | 3:07  |
| 8.  | Cotton Fields                       | Huddie Ledbetter | Willy and the Poor Boys, 1969 | 2:53  |
| 9.  | It Came Out of the Sky              |                  | Willy and the Poor Boys, 1969 | 2:58  |
| 10. | Don't Look Now (It Ain't You or Me) |                  | Willy and the Poor Boys, 1969 | 2:08  |

Face 3
| No  | Titre                   | Auteur                  | de l'album                    | Durée |
| --- | ----------------------- | ----------------------- | ----------------------------- | ----- |
| 11. | The Midnight Special    | trad. arr by J. Fogerty | Willy and the Poor Boys, 1969 | 4:10  |
| 12. | Before You Accuse Me    | Ellias McDaniels        | Cosmo's Factory, 1970         | 3:24  |
| 13. | My Baby Left Me         | Arthur Crudup           | Cosmo's Factory, 1970         | 2:17  |
| 14. | Pagan Baby              |                         | Pendulum, 1970                | 6:25  |
| 15. | (Wish I Could) Hiddeway |                         | Pendulum, 1970                | 3:53  |

Face 4
| No  | Titre                | Auteur      | de l'album       | Durée |
| --- | -------------------- | ----------- | ---------------- | ----- |
| 16. | It's Just a Trought  |             | Pendulum, 1970   | 3:45  |
| 17. | Molina               |             | Pendulum, 1970   | 2:41  |
| 18. | Born To Move         |             | Pendulum, 1970   | 5:39  |
| 19. | Lookin' for a Reason |             | Mardi Gras, 1972 | 3:25  |
| 20. | Hello Mary Lou       | Gene Pitney | Mardi Gras, 1972 | 2:11  |

## Musiciens
- John Fogerty: chant, guitare solo
- Stu Cook: basse
- Doug Clifford: batterie, percussions
- Tom Fogerty: guitare rythmique (sauf sur Lookin' for a Reason" et "Hello Mary Lou")

## Classements hebdomadaires
| Pays                          | Meilleur classement | Durée du classement |
| ----------------------------- | ------------------- | ------------------- |
| États-Unis (Billboard 200)    | 165                 | 16 semaines         |
| Pays-Bas (Mega Album Top 100) | 70                  | 6 semaines          |